# Représentation en France de la Commission européenne
Ne doit pas être confondu avec Délégation de l'Union européenne.
La représentation en France de la Commission européenne est une antenne de la Commission dans l'État membre pour lui permettre d'agir au plus près des citoyens et des parties prenantes. La Commission dispose de représentations dans toutes les capitales de ses États membres avec, parfois, une ou plusieurs représentations régionales pour les plus grands pays. En France, elle dispose ainsi d'une représentation nationale à Paris, ainsi que d'une représentation régionale à Marseille.
La représentation à Paris est dirigée par Valérie Drezet-Humez depuis le 1er septembre 2021. 

## Histoire
En 1955, l'ancêtre de la représentation, le bureau de presse et d'information des Communautés européennes, ouvre à Paris dans le 16e arrondissement. En 1990, la représentation de la Commission européenne déménage et s'installe au 288 boulevard Saint-Germain, au croisement avec le quai Anatole-France (7e arrondissement). Une partie du bâtiment est occupée par le bureau d'information du Parlement européen. Depuis septembre 2023, la représentation est située au 52 rue de la Victoire, dans le 9e arrondissement de Paris.

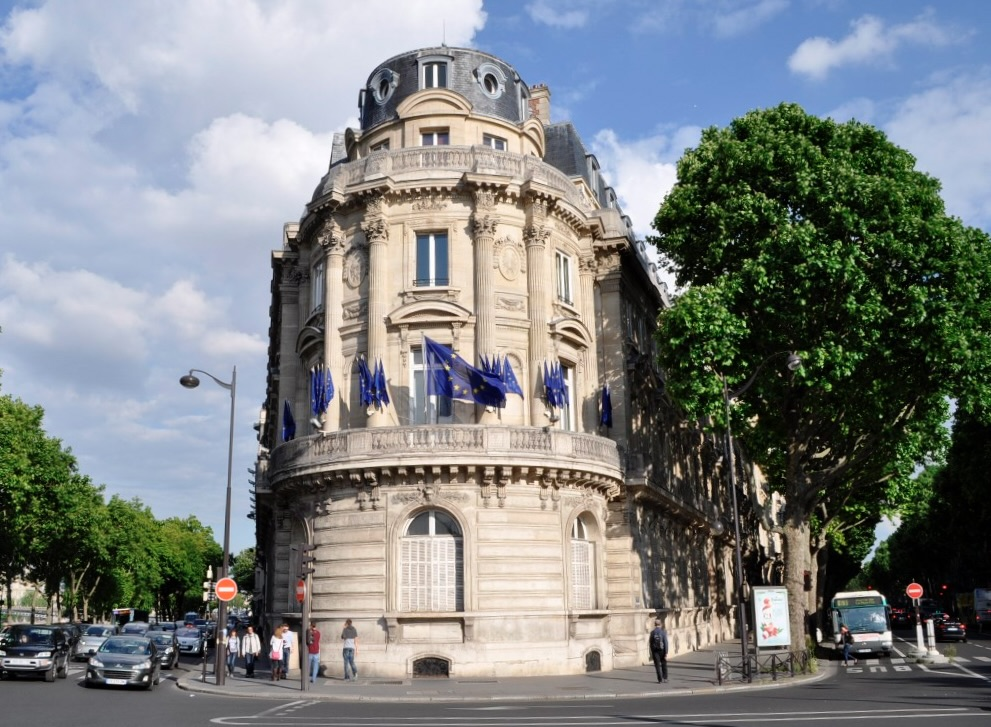
L’immeuble du 288 boulevard Saint-Germain héberge de 1990 à 2022 la Représentation en France de la Commission européenne et le bureau d’information du Parlement européen en France.

À Marseille, un bureau ouvre en 1985, qui deviendra ensuite la représentation régionale de la Commission européenne.

## Missions
- Information de la presse écrite et audiovisuelle sur l'actualité européenne : la représentation entretient de nombreux contacts avec les médias au niveau national : diffusion de communiqués de presse, organisation de conférences de presse, réponses aux questions, formations sur l'Europe à Bruxelles composées de visites et de conférences explicatives. La Représentation informe également les services de la Commission sur le paysage médiatique et son évolution.

- Communication à destination du grand public : la représentation organise de nombreux événements : interventions dans les écoles, participation lors des manifestations européennes : Journée de l'Europe (le 9 mai), par exemple.

- Communication auprès de publics spécialisés : la représentation organise également des conférences et briefings à destination des professionnels afin de les informer sur les législations européennes dans leur domaine et de recueillir leur commentaires pour améliorer les futurs textes européens. La représentation propose également des visites d'informations à Bruxelles pour certains publics.

- Analyses politiques et briefings : la représentation informe le siège de la Commission sur la situation nationale française. Les membres de la représentation rédigent de nombreux comptes-rendus de conférences, réalisent une revue de presse quotidienne, et effectuent un travail de veille de l'actualité. La Commission peut également demander une évaluation du suivi par les médias d'une de ses propositions.

- Protocole : la représentation est chargée de la préparation et du suivi d'environ 200 visites annuelles des commissaires en France.

- Information du public : la représentation est également présente dans l'ensemble du territoire français par l'intermédiaire de ses réseaux de Centres d'information Europe Direct, de conférenciers Team EUROPE DIRECT et de Centres de documentation européenne.

Par ailleurs, la représentation accueille une antenne de la Direction générale de la traduction. Son rôle est de faciliter des messages de la Commission aux citoyens dans leur propre langue. Elle a également pour objectif de promouvoir le multilinguisme dans les États membres de l'Union européenne.

## Réseaux d'information en France
La représentation gère un ensemble de relais répartis sur l'ensemble du territoire. On dénombre ainsi :
- 49 centres EUROPE DIRECT implantés dans toutes les régions, qui proposent informations et documentation au grand public,
- un réseau Team EUROPE DIRECT de 52 conférenciers qualifiés sur l'Union européenne qui ont pour rôle d'animer des débats, des conférences et des séminaires dans leur domaine de spécialisation,
- 20 Centres de documentation européenne implantés dans les établissements universitaires, qui fournissent aux étudiants et chercheurs des informations pointues sur les politiques communautaires.

La représentation coopère également activement avec le réseau Enterprise Europe Network (réseau Entreprise Europe), destiné à l'information des entreprises sur les possibilités de développement offertes par le marché unique et sur les opportunités de financement au niveau européen.

### Liste des chefs de la représentation
| Début              | Fin          | Nom                      | Notes                             |
| ------------------ | ------------ | ------------------------ | --------------------------------- |
| 1997               | 2002         | Jean-Louis Giraudy       | rappelé 2002                      |
| 1er janvier 2004   | 2009         | Yves Gazzo               |                                   |
| 1er septembre 2009 | 2010         | Laurence de Richemont    |                                   |
| 2010               | 2010         | Renaud Soufflot de Magny | Chef adjoint, faisant fonction    |
| 1er septembre 2010 | octobre 2014 | Anne Houtman             |                                   |
| octobre 2014       | mars 2016    | Gaëtane Ricard-Nihoul    | Cheffe adjointe, faisant fonction |
| 16 mars 2016       | juillet 2020 | Isabelle Jégouzo         |                                   |
| 1er septembre 2021 | en cours     | Valérie Drezet-Humez     |                                   |